# Factor 8: Pericolo ad alta quota
Factor 8: Pericolo ad alta quota (Faktor 8 – Der Tag ist gekommen) è un film televisivo tedesco diretto da Rainer Matsutani.

## Trama
I passeggeri di un aereo di ritorno dalla Thailandia accusano improvvisi malesseri. Quella che sembrava una semplice influenza, per il medico di bordo è un virus devastante e mortale che causa emofilia, proprio perché annulla il fattore di coagulazione 8. Il terrore dilaga tra i passeggeri e tutto l'equipaggio. L'aereo, diretto in Germania, chiede un atterraggio di emergenza, ma ogni nazione lo nega. Il comandante inizia ugualmente la manovra di atterraggio, confidando che nessuno gli negherà asilo, ma due caccia militari lo affiancano e intimano di continuare il volo fino in Germania o saranno costretti ad abbatterlo. Giunti in Germania, vengono dirottati su un aeroporto isolato e abbandonato, pieno di militari e l'aereo viene isolato in un hangar e messo in quarantena. Nel frattempo le autorità tedesche vengono informate che il Governo thailandese, incapace di contenere il virus, ha deciso di bombardare l'isola da cui proveniva il volo (e da cui ha avuto origine l'epidemia sconosciuta) con il napalm bruciando cose e persone. Passeggeri ed equipaggio in quarantena dovranno, dunque, fare i conti con il nemico invisibile e la paura del contagio.